# کالین کلارک
کالین کلارک (انگلیسی: Colin Clark؛ ۲ نوامبر ۱۹۰۵ – ۴ سپتامبر ۱۹۸۹) اقتصاددان بریتانیایی-استرالیایی بود. او از پیشگامان به‌کارگیری مفهوم تولید ناخالص ملی در مطالعهٔ اقتصاد کشورها به‌شمار می‌رود.